# 淳于意
淳于 意（じゅんう い、紀元前205年 - ?）は、前漢初期の医者。斉国臨菑県の人。斉国の太倉県長を務め、太倉公と呼ばれた。

## 略歴
若い頃から医術を好んでいたが、高后8年（紀元前180年）に斉国の公乗陽慶という人物から黄帝・扁鵲の脈書を伝えられ、人の生死を知り、薬についても詳しくなった。3年後には、人の病を治し、死から救い出すことが多かった。しかし斉王ら諸侯の間を巡り、時には病を治さなかったりしたので、恨む者も多かった。
文帝13年（紀元前167年）、淳于意は告発をうけ長安の詔獄に下され肉刑(肉体を損なう刑)を科されることとなった。彼には娘は5人いたが息子がおらず、逮捕され長安へ連行される際に「子を生んでも男がいないといざというときに役に立たん」と娘を罵った。娘の淳于緹縈は父に随行して長安へ行き、上書する。
「わたしの父が官吏として公平であることは斉の国ではだれもが知っていることです。いま、父は肉刑を受けることとなりました。肉刑を受けたものはもとの体にもどることはありません。過ちを悔い改めようとしても取り返しはつきません。わたしは父の代わりに奴隷となってわが身を国に納め、父に反省の機会をあたえたいと存じます」
文帝は上書に感動し、淳于意を許し、あわせて肉刑を廃止して他の刑に代えるよう詔を下す。肉刑は廃止された。
その後、役所勤めを辞めた淳于意を皇帝が召し出し、これまでの治療の事を話すよう命令した。淳于意は斉王をはじめとする多くの患者の治療について答えた。